# Synagoge (Opoczno)

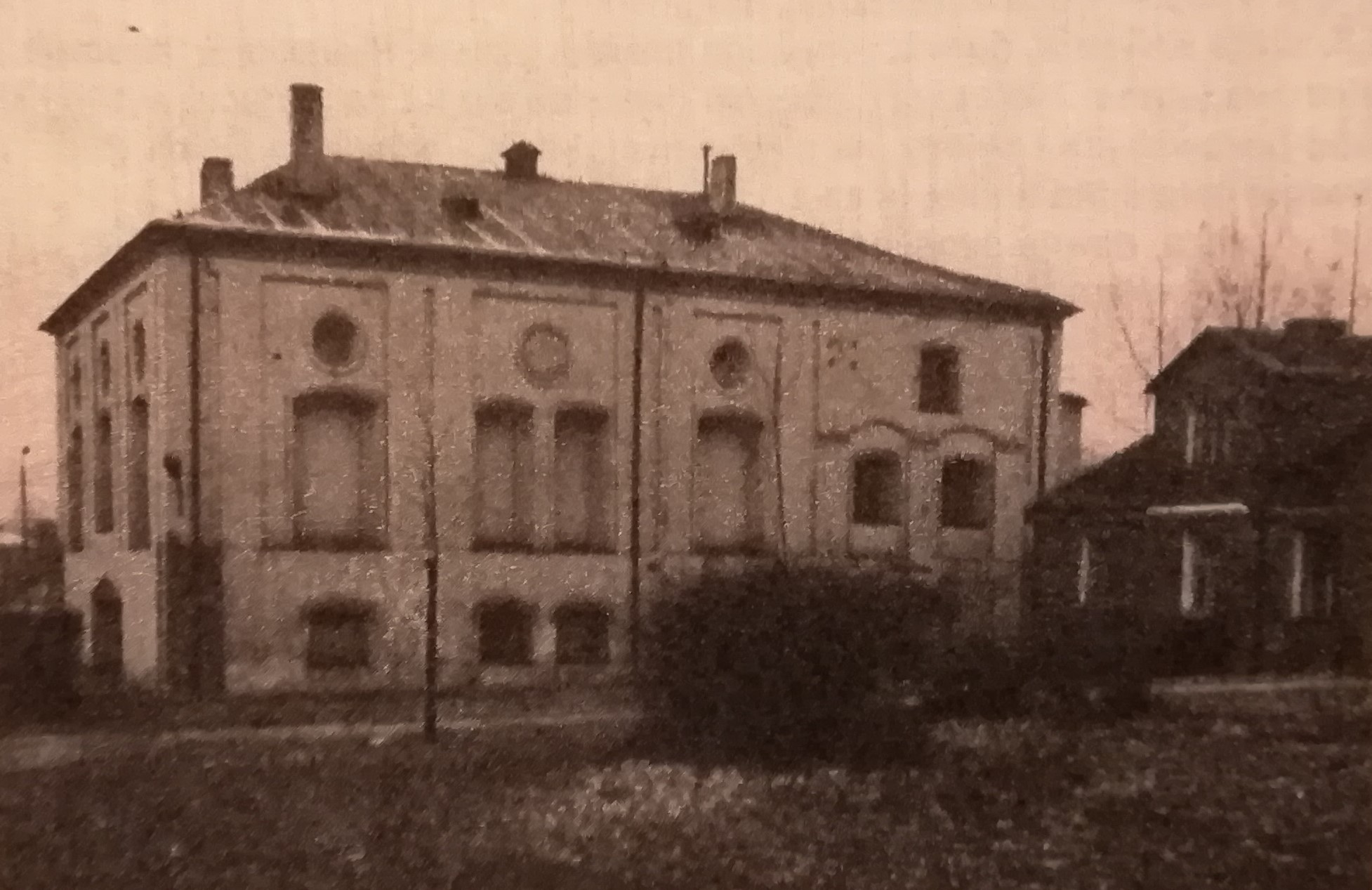
Synagoge, Kino im Jahr 1989

Die Synagoge in Opoczno, einer Stadt in der polnischen Woiwodschaft Łódź, wurde gegen Ende des 18. Jahrhunderts erbaut. Sie wurde im Zweiten Weltkrieg beschädigt und danach umgebaut und anders genutzt.

## Geschichte
Nachdem die (vermutlich hölzerne) Synagoge bei einem Brand 1787 zerstört worden war, wurde eine neue, steinerne Synagoge errichtet. Im Zweiten Weltkrieg wurde sie beschädigt. Nach dem Krieg wurde sie zunächst als Getreidelager genutzt und 1958 zu einem Kino umgebaut. Heute (2022) beherbergt sie eine Firma für Fenster.

## Beschreibung
Das Äußere des Gebäudes wurde durch die Umbauten kaum verändert. Das langgestreckte Bauwerk ist mit einem Walmdach bedeckt. Der Hauptraum der Männer war nahezu quadratisch; im Westen waren davor das Vestibül und darüber die Frauenempore. Die hochgelegenen Fenster mit Segmentbogen sind durch Pilasterpaare (die auf der Höhe der Fenstersimse beginnen) getrennt. Über diesen Fenstern sind noch Okuli. Die innere Aufteilung in den hohen Hauptraum und die zwei Stockwerke von Vestibül und Frauenempore ist auch an der Befensterung zu erkennen. Die Synagoge hatte eine flache Holzdecke. Die Bima stand in der Raummitte auf einem Podium mit vier Säulen an den Ecken, die bis zur Decke reichten, diese aber nicht abstützten. Bei den Umbauten zu einem Kino wurden Bima und Säulen abgerissen und eine Zwischendecke eingezogen. Die ursprünglichen Deckengemälde blieben dabei aber erhalten.
An der Ostwand, hinter der sich der Toraschrein befand, wurde ein weiterer Eingang durch die Wand gebrochen.